# Свобода (Сімферополь)
Свобода́ (крим. Svoboda) — місцевість в Сімферополі, у Київському районі міста, колишнє село. Часто до району відносять також мікрорайон Бела Куна на території колишнього села Новосергіївка, та всю територію навколо Феодосійського транспортного кільця.

## Опис
Розташований на північному сході міста, за об'їзною дорогою Ялтинської траси, по правій стороні Проспекту Перемоги. По іншій стороні проспекту знаходиться район Новий Абдал (Біле), далі по проспекту — район Богурча (Кам'янка).
Головні вулиці — Проспект Перемоги, вулиця Кубанська, Глінки, Сільська.
В районі знаходяться Автотранспортний технікум, автостанція Східна, 13-й фотограмметричний центр, Середня школа № 42 ім. Ешрефа Шем'ї-заде та стадіон «Свобода».

## Історія
Вперше село згадується у Списку населених пунктів Кримської АРСР із Всесоюзного перепису 17 грудня 1926 року. За однією з версій, село отримало назву за колгоспом «Свобода» або «За свободу».
Входило до складу Кам'янської сільради, 7 квітня 1977 року разом з рядом сіл включено до складу міста Сімферополь.
У 2018 році у День пам'яті жертв депортації кримських татар окупаційною владою було виявлено мультикоптер у квітах українського прапора.
18 березня 2014 року під час окупації Криму російськими військами в районі відбувся штурм сімферопольського фотограмметричного центру.